# Jan Arnošt Smoler

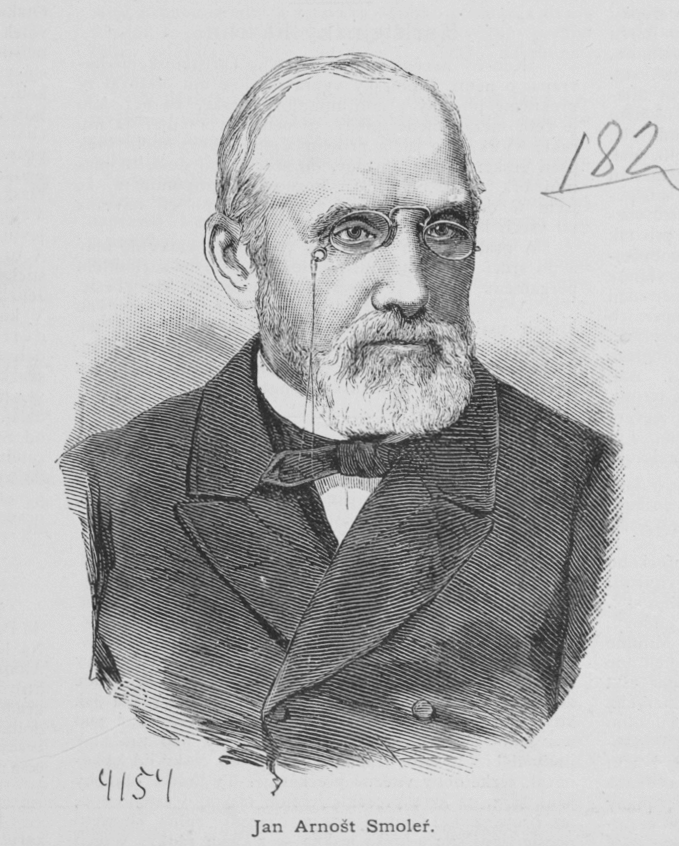
Jan Arnošt Smoler (1816–1884)

Jan Arnošt Smoler (deutsch Johann Ernst Schmaler; * 3. März 1816 in Merzdorf bei Uhyst; † 13. Juni 1884 in Bautzen) war ein sorbischer Philologe, Schriftsteller und Verleger aus der Oberlausitz. Er war einer der bedeutendsten Repräsentanten der nationalen Wiedergeburt der Sorben im 19. Jahrhundert.

## Leben

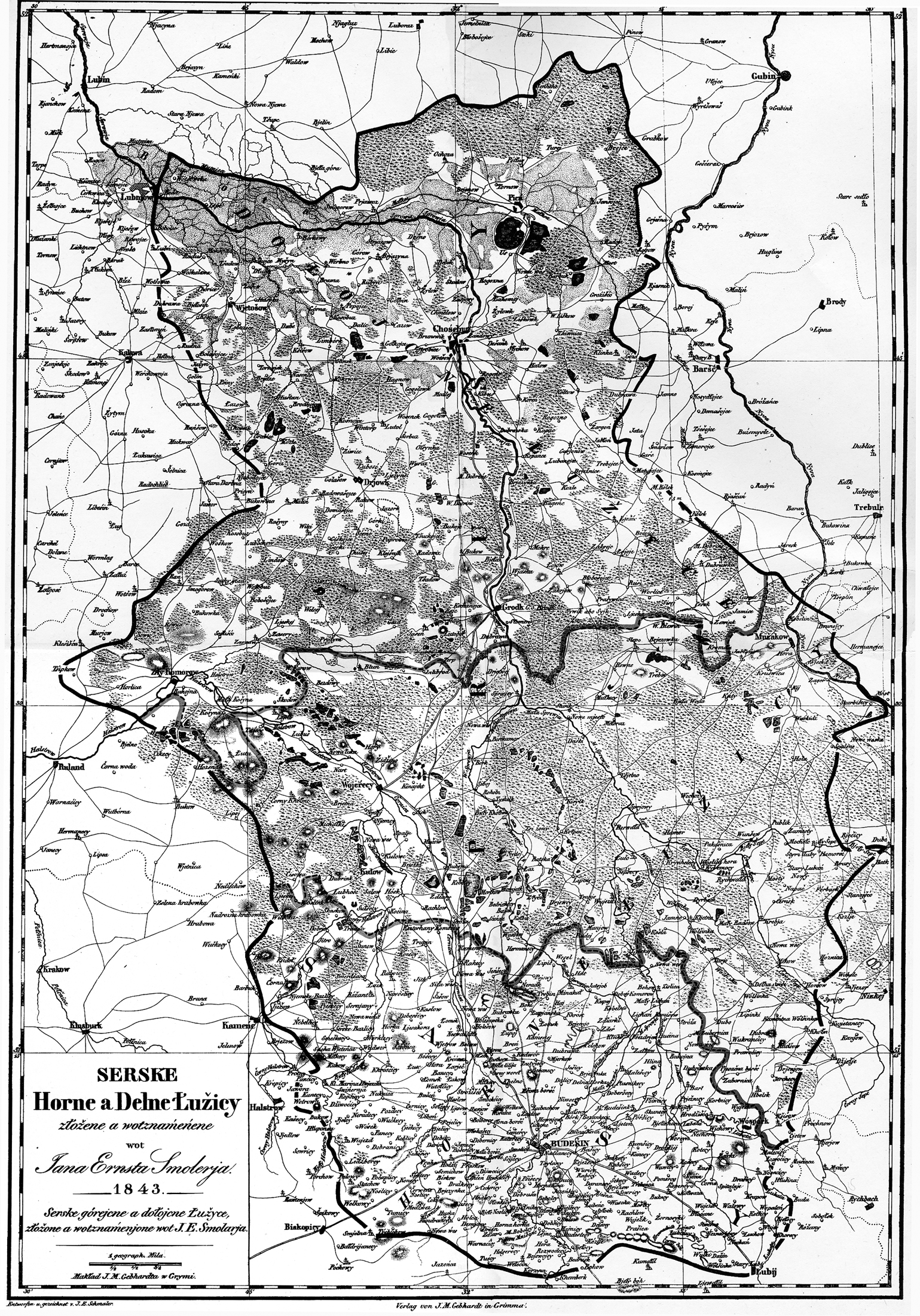
Sorbisches Sprachgebiet nach Jan Arnošt Smoler um 1843

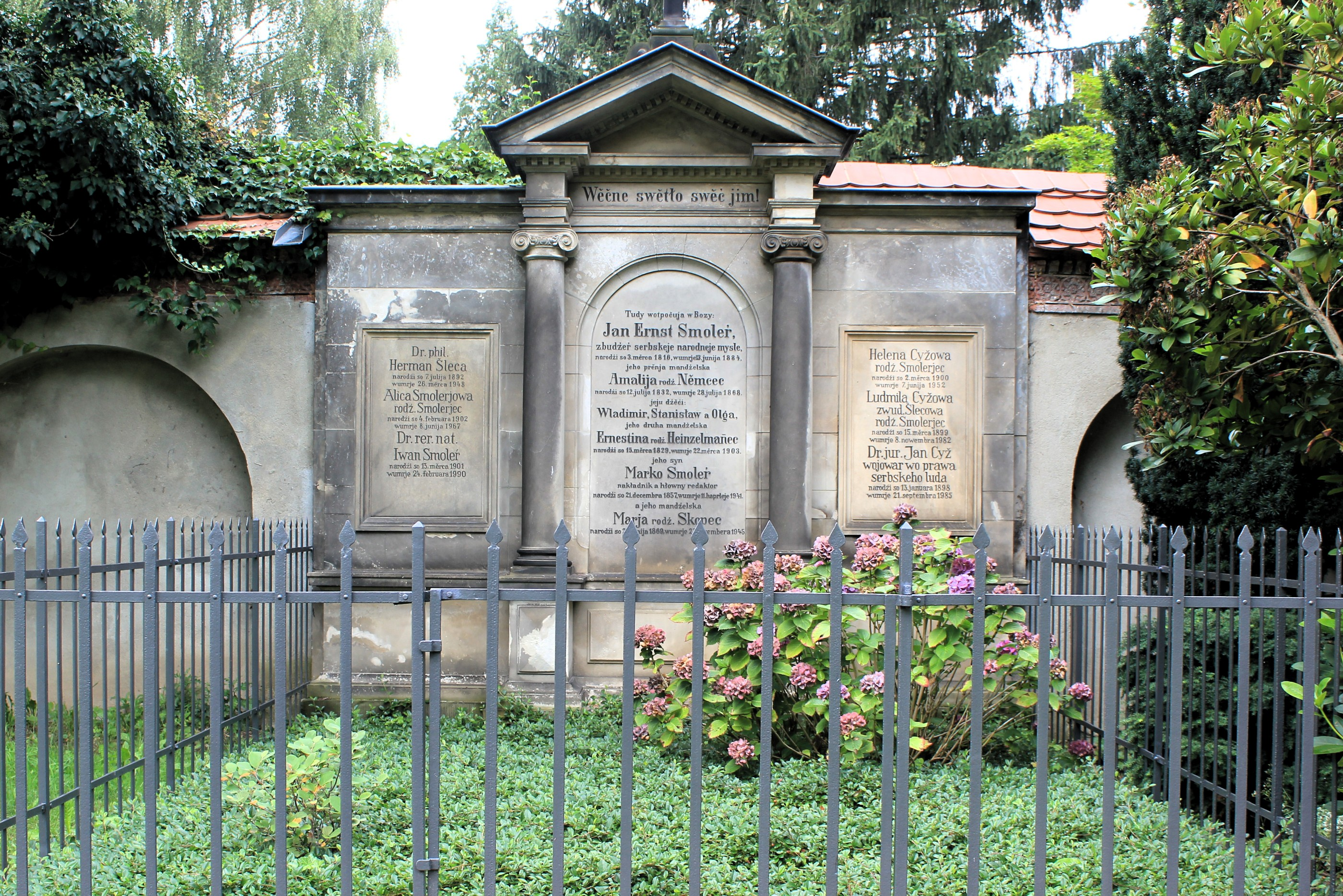
Smoler’sches Familiengrab auf dem Protschenberg

Jan Arnošt Smolers Vater Korla Jan Smoler, evangelischer Kantor und somit auch Dorfschullehrer, trat 1823 eine Stelle in Lohsa an, wo Jan Arnošt die Grundschule absolvierte, ehe er 1827 auf das Bautzener Gymnasium wechselte. Obwohl dort nur in deutscher Sprache unterrichtet wurde, erwarb Smoler während seiner Gymnasialzeit in privaten Zirkeln umfangreiche Kenntnisse in seiner sorbischen Muttersprache.
1836 begann er an der Universität Breslau ein Theologiestudium. 1839 beendete er das Studium und kehrte für fast drei Jahre in sein Elternhaus nach Lohsa zurück. Gemeinsam mit Joachim Leopold Haupt und Handrij Zejler trug er in dieser Zeit die bedeutende sorbische Liedersammlung „Die Volkslieder der Wenden in der Ober- und Nieder-Lausitz“ zusammen. In Anerkennung seiner Verdienste um die sorbische (wendische) Sprache verlieh ihm die Wendische Predigergesellschaft zu Leipzig 1839 ihre Ehrenmitgliedschaft.
1847 war Smoler Mitbegründer des sorbischen Kultur- und Wissenschaftsvereins Maćica Serbska. Zur selben Zeit engagierte er sich im Umfeld der 1848er Revolution auch politisch für die kulturellen Rechte des sorbischen Volkes. Die sächsische Regierung machte den Sorben in dieser Hinsicht Zugeständnisse und 1850 wurde an einigen Schulen Sorbischunterricht eingeführt. Smoler wurde 1850 der erste Sorbischlehrer am Bautzener Gymnasium. Auch an der Bautzener Stadtschule erteilte er Unterricht. Im Rahmen dieser Tätigkeit verfasste er einige Lehrbücher.

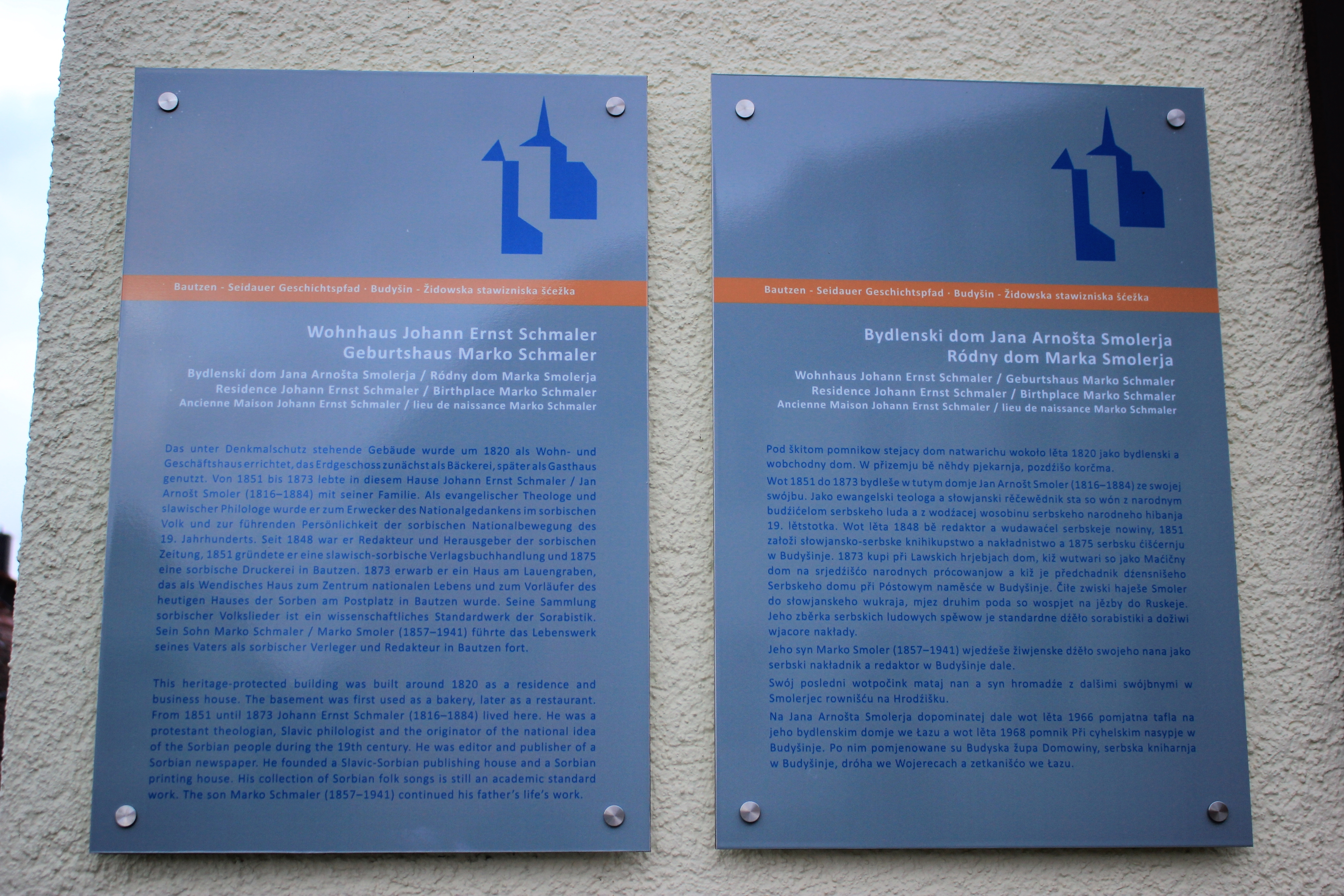
Informationstafeln am ehemaligen Wohnhaus der Familie Smoler, Seidauer Straße 40

Im darauffolgenden Jahr gründete Smoler in Bautzen eine eigene Verlagsbuchhandlung. Er verlegte ab 1852 die Wochenzeitung Tydźenska nowina, aus der 1854 die bis heute bestehenden Serbske Nowiny hervorgingen, deren erster Herausgeber und Redakteur ebenfalls Smoler war. Zudem gab er zwischen 1852 und 1856 die Jahrbücher für slawische Literatur, Kunst und Wissenschaft heraus, die nicht zuletzt auch im Ausland hohes Ansehen unter den Sprachwissenschaftlern erlangten. Von 1865 bis 1868 gab Smoler auch das Slawische Zentralblatt – Wochenschrift für Literatur, Kunst, Wissenschaft und nationale Interessen des Gesamtslawentums heraus.
Smoler gehörte zu den Verfechtern eines kulturellen Panslawismus und war ein Anhänger der Theorie von der Slawischen Wechselseitigkeit. Insbesondere für sein eigenes kleines Volk erhoffte er sich durch kulturelle Kontakte von den großen slawischen Nationen Anregung und Förderung für die sorbische Kultur in den Lausitzen. Zwischen 1859 und 1883 unternahm Smoler mehrere Reisen nach Russland, um unter anderem Spenden für die Finanzierung seiner nationalen Kulturvorhaben und das Gesellschaftshaus der Maćica Serbska herbeizuschaffen. Seine Verleger- und Herausgebertätigkeit übernahm ab den 1870er Jahren sein Sohn Marko Smoler (1857–1941).
Jan Arnošt Smoler starb am 13. Juni 1884 in Bautzen. Überregional wurde anerkannt, dass mit seinem Tod „die ganze neuere wendische Literatur ihren Schöpfer und ihren Hauptvertreter verloren“ habe. Seine Grabstätte befindet sich auf dem Protschenberg-Friedhof.

## Nachruhm

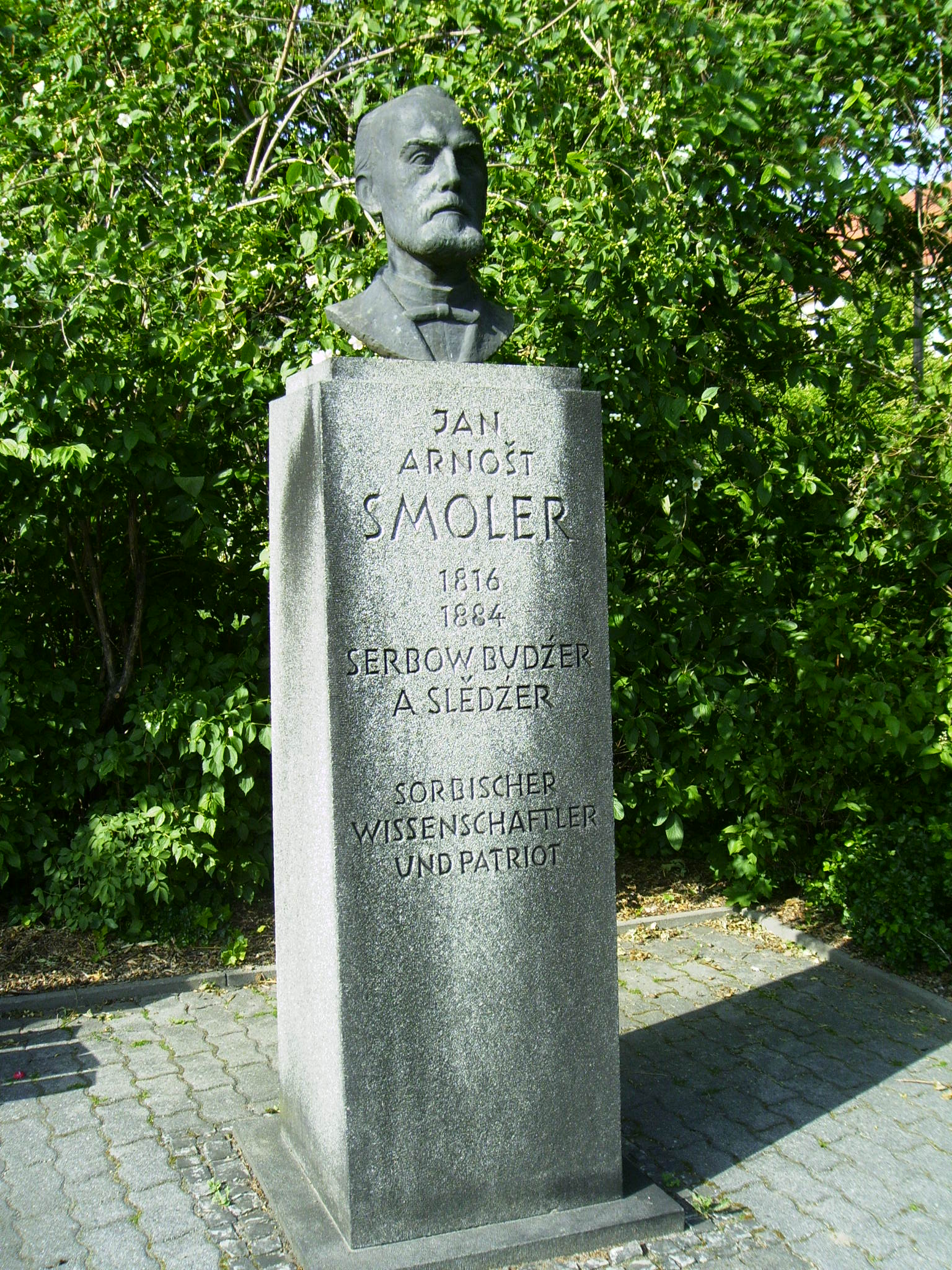
Denkmal für Smoler in Bautzen

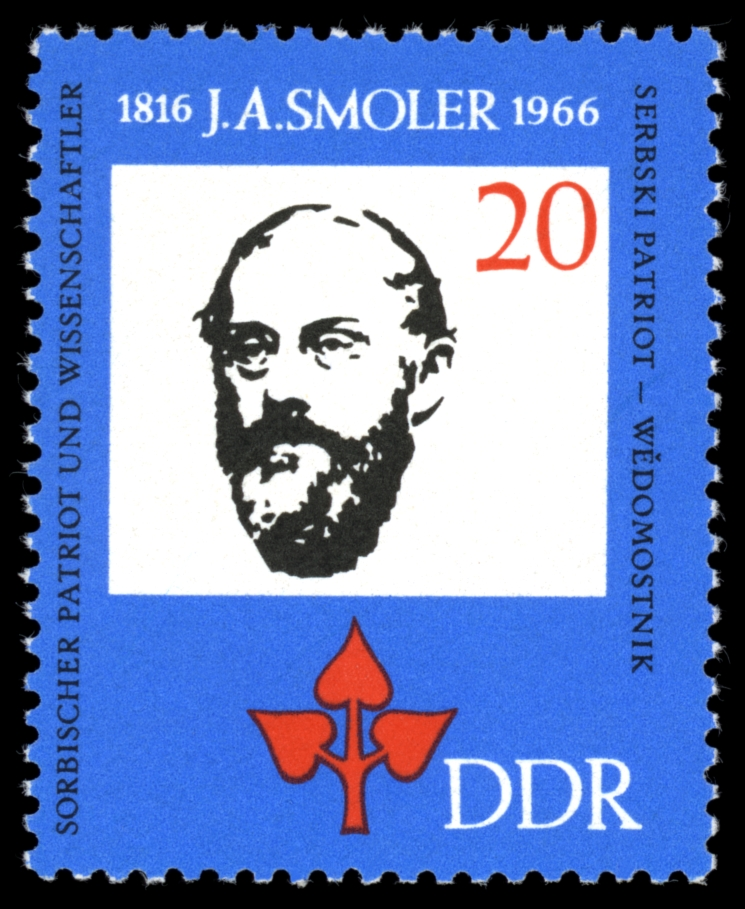
150. Geburtstag von Jan Arnošt Smoler: DDR-Briefmarke von 1966

In Lohsa wird das Erbe Smolers und Handrij Zejlers in der Begegnungsstätte Zejler-Smoler-Haus gepflegt, die 1994 in der ehemaligen Kirchschule des Dorfes eingerichtet wurde, wo Smoler einen Teil seiner Kindheit verbracht hatte.
In Bautzen wurde 1991 vom Domowina-Verlag die Smoler’sche Verlagsbuchhandlung (sorb. Smolerjec kniharnja) wiederbegründet. Dies ist die einzige Buchhandlung mit einem kompletten Sortiment der aktuellen sorbischen Literatur. Des Weiteren gibt es dort ein umfangreiches Antiquariat.
Der Bautzener Regionalverband der Domowina trägt den Namen „Jan Arnošt Smoler“.

## Werke
- Wendisch-deutsche Gespräche. Bautzen 1841
- Volkslieder der Wenden in der Ober- und Nieder-Lausitz, 2. Bde. 1841 und 1843 (hrsg. gemeinsam mit Leopold Haupt)
- Krótke wułoženje powšitkomneho Serskeho prawjepisanja (Kurze Darstellung der allgemeinen wendischen Rechtschreibung) Bautzen 1843.
- Deutsch-Wendisches Wörterbuch. Mit einer Darstellung der allgemeinen wendischen Rechtschreibung. Bautzen 1843
- Überreste der alten Mythologie in der wendischen Lausitz. [1848]
- Sorbisch-wendische Sprachlehre. Bautzen 1850
- Kleine Grammatik der serbisch-wendischen Sprache in der Oberlausitz. Bautzen 1852
- Die slavischen Ortsnamen in der Oberlausitz und ihre Bedeutung. Festschrift zum 300 jährigen Jubiläum des Gymnasiums zu Budissin. Bautzen 1867.

### Von Smoler verlegte Schriften (Auswahl)
- Eduard Rüffer: Die Balkanhalbinsel und ihre Völker vor der Lösung der orientalischen Frage: Eine politisch-ethnographisch-militärische Skizze. 1869
- P. Broniš: Die slavischen Familiennamen in der Niederlausitz. 1867
- Karl August Jentsch: Geschichte der Lausitzer Predigergesellschaft zu Leipzig und Verzeichnis aller ihrer Mitglieder vom Jahre 1716–1866. 1867
- Christian Traugott Pfuhl: Laut- und Formenlehre der oberlausitzisch-wendischen Sprache. Mit besonderer Rücksicht auf das Altslawische. 1867
- Carl Friedrich Robert Immisch: Die slavischen Ortsnamen im Erzgebirge. 1866
- Christian Traugott Pfuhl, Handrij Zejler: Lausitzisch wendisches Wörterbuch. 1866
- Slavisches Centralblatt: Wochenschrift für Literatur, Kunst, Wissenschaft und nationale Interessen des Gesammtslaventhums. (Zeitschrift 1865/1866)
- Centralblatt für slavische Literatur und Bibliographie. (Zeitschrift 1867/1868)
- Zeitschrift für slavische Literatur, Kunst und Wissenschaft
- Alexander Hilferding: Bosnien. 1858
- Alexander Hilferding: Die sprachlichen Denkmäler der Drevjaner und Glinjaner Elbslaven im Lüneburger Wendlande. 1857
- Jahrbücher für slavische Literatur, Kunst und Wissenschaft 1852–1856.